# Haplodontium macrocarpum
Haplodontium macrocarpum là một loài Rêu trong họ Bryaceae. Loài này được (Hook.) J.R. Spence mô tả khoa học đầu tiên năm 2005.